# سيو يونغ
سيو يونغ (هانغل: 서영) هي عارضة وممثلة كورية جنوبية، ولدت في 21 يونيو 1984 في سول في كوريا الجنوبية.

## وصلات خارجية
- سيو يونغ على موقع IMDb (الإنجليزية)
- سيو يونغ على موقع قاعدة بيانات الفيلم (الإنجليزية)
- سيو يونغ على موقع كينوبويسك (الروسية)